# Berlin (Dakota del Nord)
Berlin è un centro abitato (city) degli Stati Uniti d'America, situato nella Contea di LaMoure, nello Stato del Dakota del Nord. Nel censimento del 2000 la popolazione era di 35 abitanti. La città è stata fondata nel 1887.

## Geografia fisica
Secondo i rilevamenti dell'United States Census Bureau, la località di Berlin si estende su una superficie di 0,3 km², tutti occupati da terre.

## Popolazione
Secondo il censimento del 2000, a Berlin vivevano 35 persone, ed erano presenti 10 gruppi familiari. La densità di popolazione era di 131 ab./km². Nel territorio comunale si trovavano 20 unità edificate. Per quanto riguarda la composizione etnica degli abitanti, il 100% era bianco.
Per quanto riguarda la suddivisione della popolazione in fasce d'età, il 22,9% era al di sotto dei 18, il 2,9% fra i 18 e i 24, il 20,0% fra i 25 e i 44, il 37,1% fra i 45 e i 64, mentre infine il 17,1% era al di sopra dei 65 anni di età. L'età media della popolazione era di 46 anni. Per ogni 100 donne residenti vivevano 105,9 maschi.